# نهائي كأس الرابطة الفرنسية 2003
نهائي كأس الرابطة الفرنسية 2003 هي المباراة النهائية من منافسة كأس الرابطة الفرنسية 2002–03 ‏، أقيمت المباراة في 17 مايو 2003، في ملعب فرنسا، بين فريقي نادي موناكو، ونادي سوشو، وفاز فيها نادي موناكو، بعد أن هزم نادي سوشو، بنتيجة 4 - 1، وكان حكم المباراة ، وحضر المباراة 75379 شخصاً.

## تفاصيل المباراة
لعبت المباراة النهائية في 17 مايو 2003.
| نادي موناكو                                                                                            | 4 -1 | نادي سوشو                |
| --- | ---- | ------------------------ |
| لودوفيك جيولي 56 دقيقة' · سيباستيان سكيلاتشي 60 دقيقة' · دادو برشو 66 دقيقة' · لودوفيك جيولي 77 دقيقة' |      | نيشا سافيلييتش 87 دقيقة' |